# Бывалино
Бывалино — деревня в Московской области России. Входит в Павлово-Посадский городской округ.
Население — 64 чел. (2010).

## География
Деревня Бывалино расположена в центральной части городского округа, примерно в 5 км к юго-востоку от города Павловский Посад. Высота над уровнем моря 130 м. Рядом с деревней протекает река Дрезна. Ближайшие населённые пункты — деревни Ефимово, Козлово и Стремянниково.

## История
В 1926 году деревня входила в Козловский сельсовет Теренинской волости Орехово-Зуевского уезда Московской губернии.
С 1929 года — населённый пункт в составе Павлово-Посадского района Орехово-Зуевского округа Московской области, с 1930 года, в связи с упразднением округа, — в составе Павлово-Посадского района Московской области.
До муниципальной реформы 2006 года Бывалино входило в состав Улитинского сельского округа Павлово-Посадского района.
В деревне имеются храм Серафима Саровского и храм Иконы Божией Матери Казанская (1862—1882, архитектор В. О. Грудзин).
С 2004 до 2017 год деревня входила в Улитинское сельское поселение Павлово-Посадского муниципального района.

## Население
В 1926 году в деревне проживало 276 человек (128 мужчин, 148 женщин), насчитывалось 59 хозяйств, из которых 53 было крестьянских. По переписи 2002 года — 86 человек (38 мужчин, 48 женщин).
| 1926 | 2002 | 2006 | 2010 |
| ---- | ---- | ---- | ---- |
| 276  | ↘86  | ↘51  | ↗64  |

## Известные жители и уроженцы
- Мишин, Василий Павлович (1917—2001) — конструктор ракетно-космической техники. Академик Российской академии наук, Герой Социалистического Труда, лауреат Ленинской премии[12].